# مناورات الدرع الأخضر
مناورات الدرع الأخضر أو (بالإنجليزية: Green Shield Maneuvers)‏ هي مناورات عسكرية جوية مشتركة تقام بين كل من سلاح الجو الملكي السعودي وسلاح الجو الفرنسي بالتبادل بين البلدين.

## المناورات المنفذة
- الدرع الأخضر 1 : أقيمت فعاليات المناورة في 2007 بقاعدة الملك خالد الجوية بمدينة خميس مشيط جنوب المملكة العربية السعودية.[4]
- الدرع الأخضر 2 : أقيمت فعاليات المناورة في 28 سبتمبر 2009. وشارك فيها ست مقاتلات سعودية من طراز «أف 15» وثلاث طائرات «كي أي 3 أ» وإحدى عشر طائرة نقل من نوع «سي 130» واستخدم الجانب الفرنسي مقاتلات من طراز «ميراج» و«رافال» ومروحيات «كاراكال» وطائرات مراقبة «آواكس». وتضمنت الطلعات الجوية عمليتي تحليق يومية كل واحدة منهما لمدة ساعة وفقا لمهمات قتالية أو تنسيقية.[5][6][7][8]
- الدرع الأخضر 4 : أقيمت فعاليات المناورة في 03 إبريل 2014 بقاعدة نانسي الجوية الفرنسية.[9][10]